# Lycodon semicarinatus
Lycodon semicarinatus (jap. アカマタ Akamata) ist eine Schlangenart aus der Gattung der Wolfszahnnattern (Lycodon), die auf den japanischen Ryūkyū-Inseln vorkommt.

## Merkmale und Lebensweise

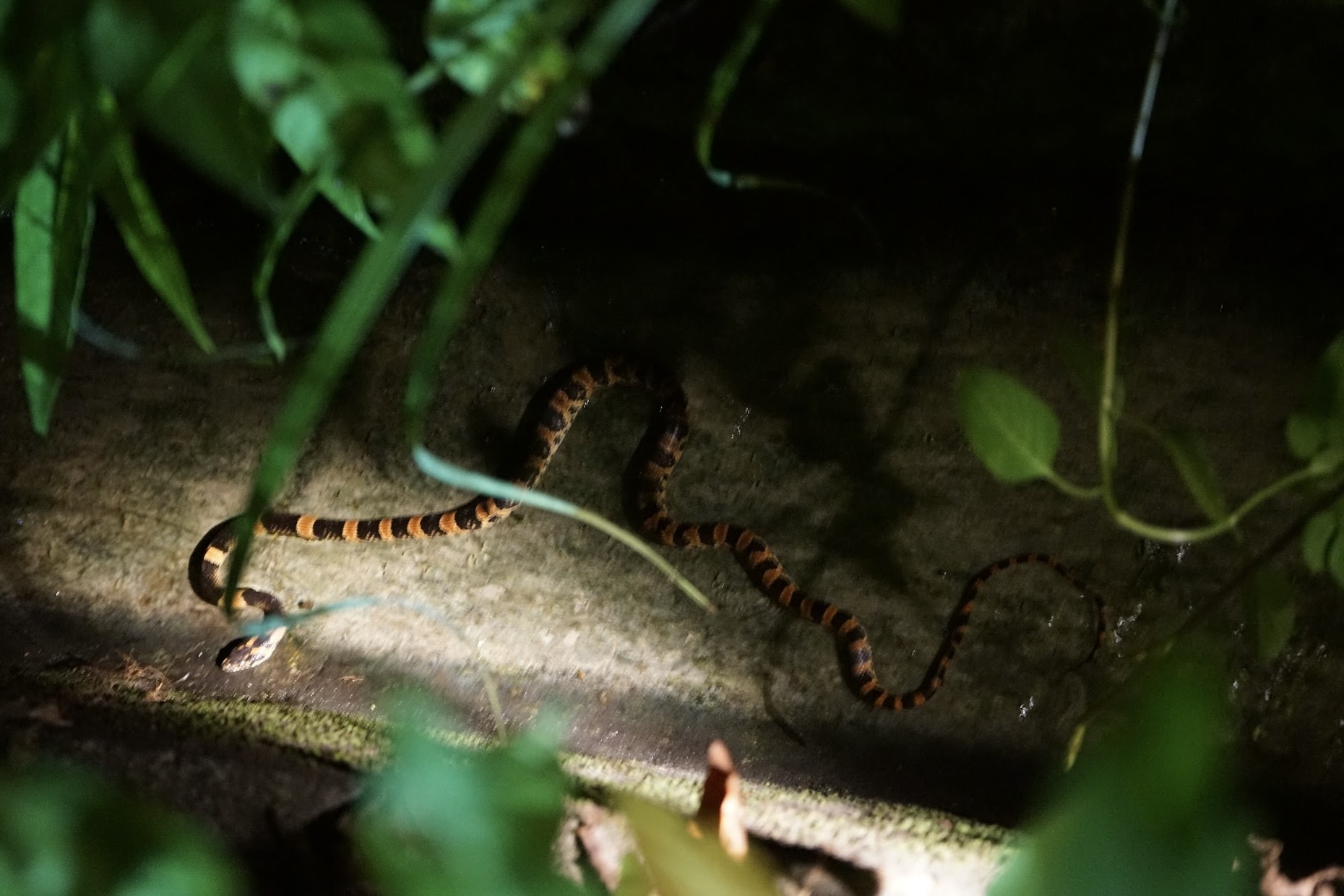
Lycodon semicarinatus in Ōgimi, Präfektur Okinawa

Lycodon semicarinatus hat eine Körpergröße von etwa 100 bis 180 Zentimetern. Die Körperfarbe ist orange-schwarz gemustert und ventral gelblich.
Die ovipare (eierlegende), ungiftige Schlangenart kommt in verschiedenen Lebensräumen vor, darunter Gebirge, Küsten und Dorfränder. Sie ist hauptsächlich nachtaktiv  und ernährt sich von Reptilien, Fröschen, Fischen, kleinen Säugetieren, Vögeln und jungen Schildkröten sowie von Schildkröteneiern.

## Verbreitungsgebiet und Gefährdung
Die Art ist in Japan auf den Okinawa- und Amami-Inseln verbreitet. Sie wird von der IUCN als nicht gefährdet eingestuft. Auf Okinawa Hontō und Amami-Ōshima geht die Population durch Abholzung und eingeführte Mangusten zurück.

## Systematik
Die Art wurde 1860 von Edward Cope als Eumesodon semicarinatus erstbeschrieben. Es werden keine Unterarten unterschieden.
In der Literatur zu findende Synonyme sind zeitlich sortiert
- Eumesodon semicarinatus Cope, 1860
- Dinodon semicarinatus Boulenger, 1892
- Dinodon semicarinatus Boulenger, 1893
- Lepidocephalus fasciatus Hallowell, 1860
- Dinodon semicarinatum Stejneger, 1907
- Dinodon semicarinatum Sclater, 1950
- Dinodon semicarinatum Goris & Maeda 2004
- Dinodon japonicus
- Lycodon semicarinatus Siler, 2013 (implizit)
- Dinodon semicarinatum Wallach, 2014
- Dinodon semicarinatus Ackermann, 2016